# キヤノン IXYシリーズ
IXYシリーズ（イクシシリーズ）はキヤノンが1996年より発売したAPSフィルム使用コンパクトカメラ、および2000年より発売したコンパクトデジタルカメラである。
デジタルカメラは当初は「IXYデジタルシリーズ」と称し、併売していたAPS版「IXY」が生産中止となっても長らく「デジタル」がついていたが、2010年2月19日に発売されたIXY 10S他3機種からは「デジタル」の表記が外され、単に「IXY」となっている。

## APSフィルム使用カメラ

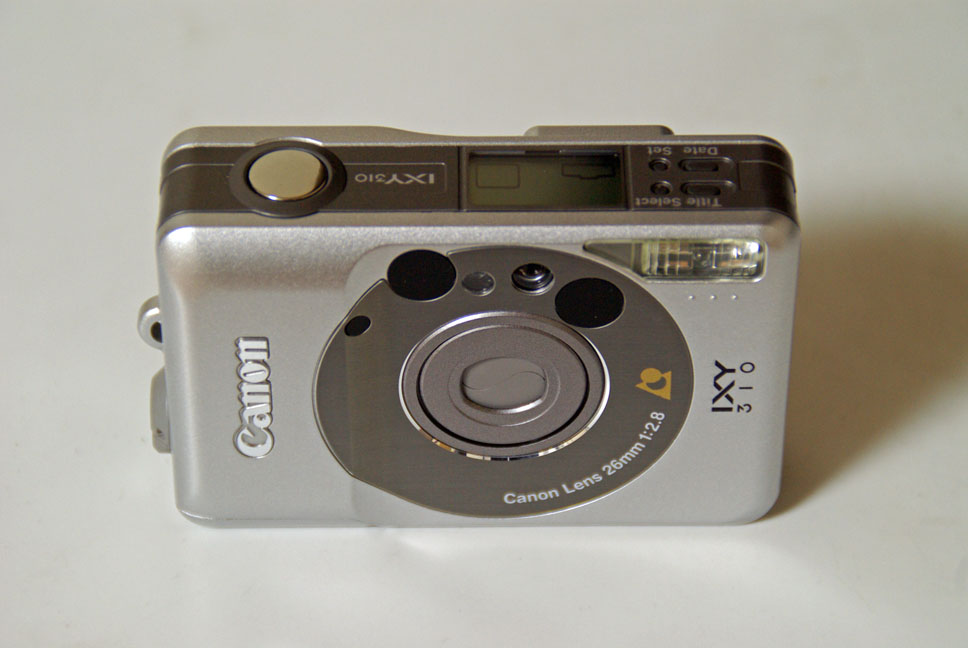
IXY 310

- IXY 310IXY（1996年5月発売） - スタイリッシュなステンレスボディデザインを持つIXY初号機。当時の「コンパクトカメラはプラスチック製」という常識を覆すステンレス外装の洗練されたボディデザインで好評を博してAPSカメラの代名詞となり、今日のデジタルカメラのデザインにまで大きな影響を与えた。
  - IXYリミテッドバージョン（1997年発売） - キヤノン設立60周年を記念して発売されたIXY（初代）のゴールドモデル。
- IXY G（1996年6月発売） - 反転式レンズカバーにフラッシュを内蔵した新感覚モデル。
- IXY20（1996年10月発売）
- IXY10（1996年11月発売） - IXY20のパンフォーカス仕様。
- IXY GE（1997年3月発売） - 視線入力機能を搭載した4倍ズーム機。
- IXY25（1997年7月発売） - 2倍ズーム機。
- IXY310（1997年9月発売）

- IXY330（1998年3月発売）- 3倍ズーム機。
- IXY210（1998年9月発売）
- IXY320（1999年3月発売）
- IXY D5（1999年11月発売） - 水深5m防水性能を備えたオールラウンドモデル。
- IXY220（2000年3月発売）
- IXY230（2001年2月発売）
- IXY i（2002年3月発売）

日本では発売開始から2000年まで江角マキコをイメージキャラクターに採用していた。

## デジタルカメラ

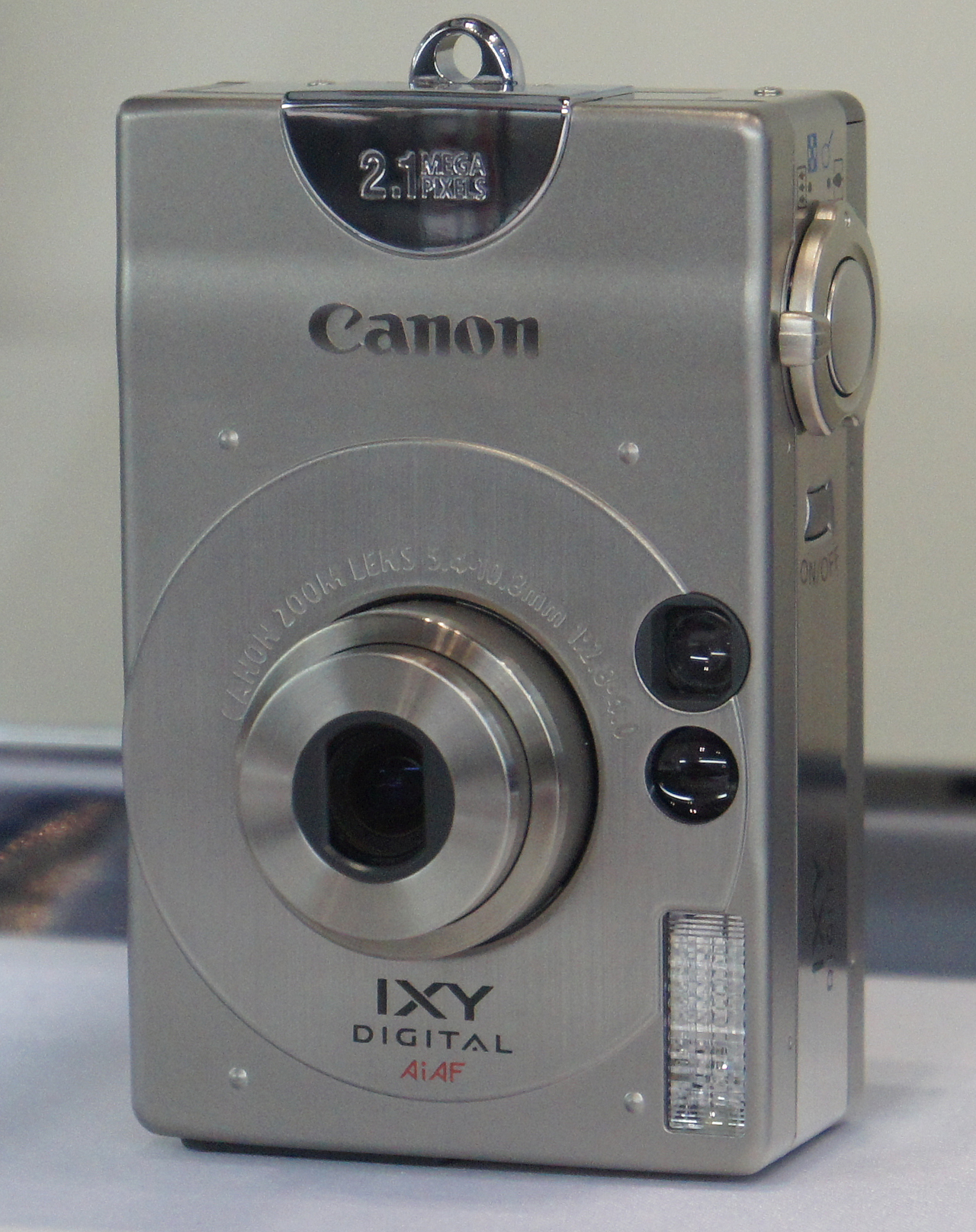
IXYデジタル

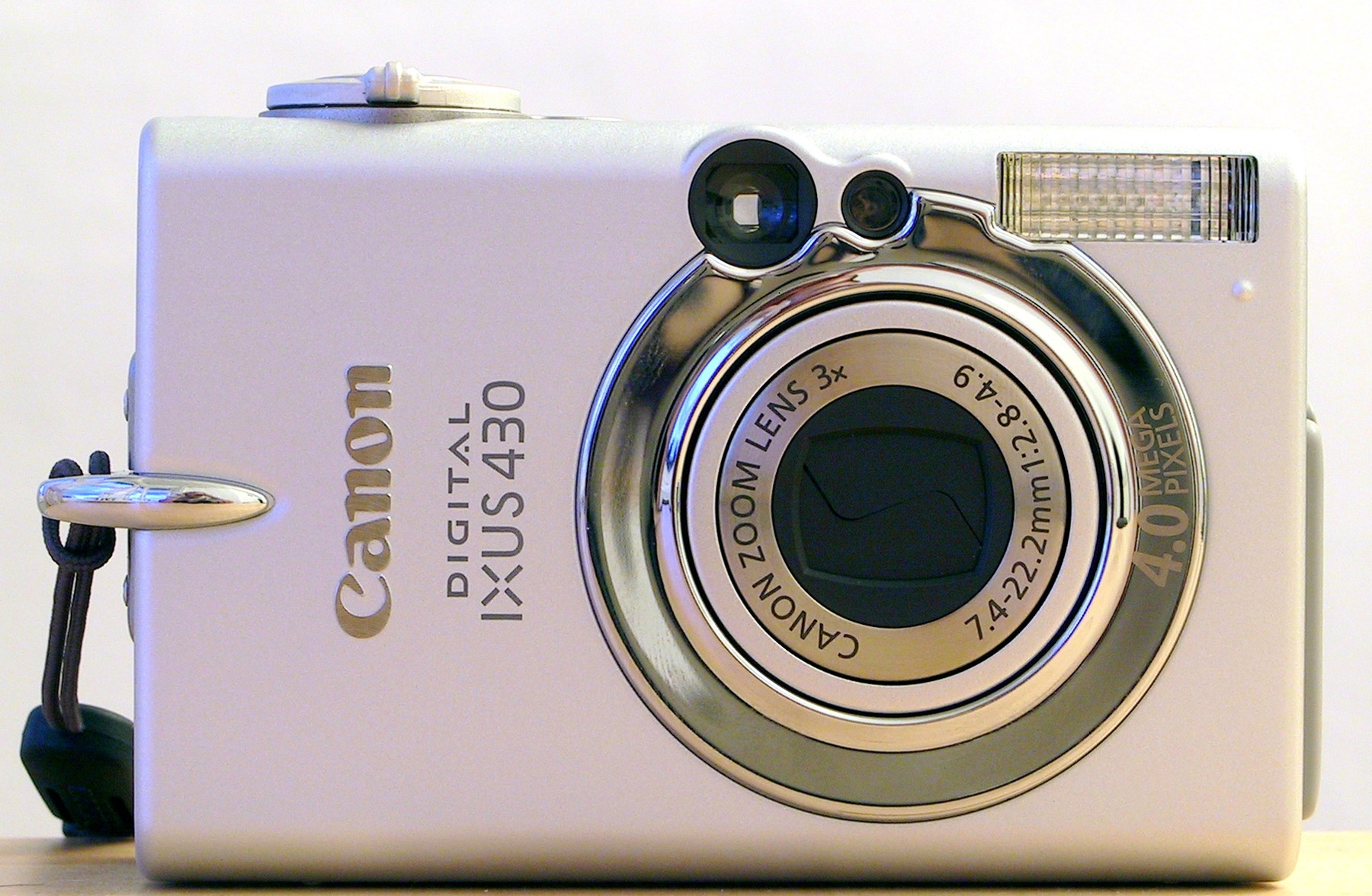
DIGITAL IXUS430 欧亜向け（日本名・IXYデジタル450）

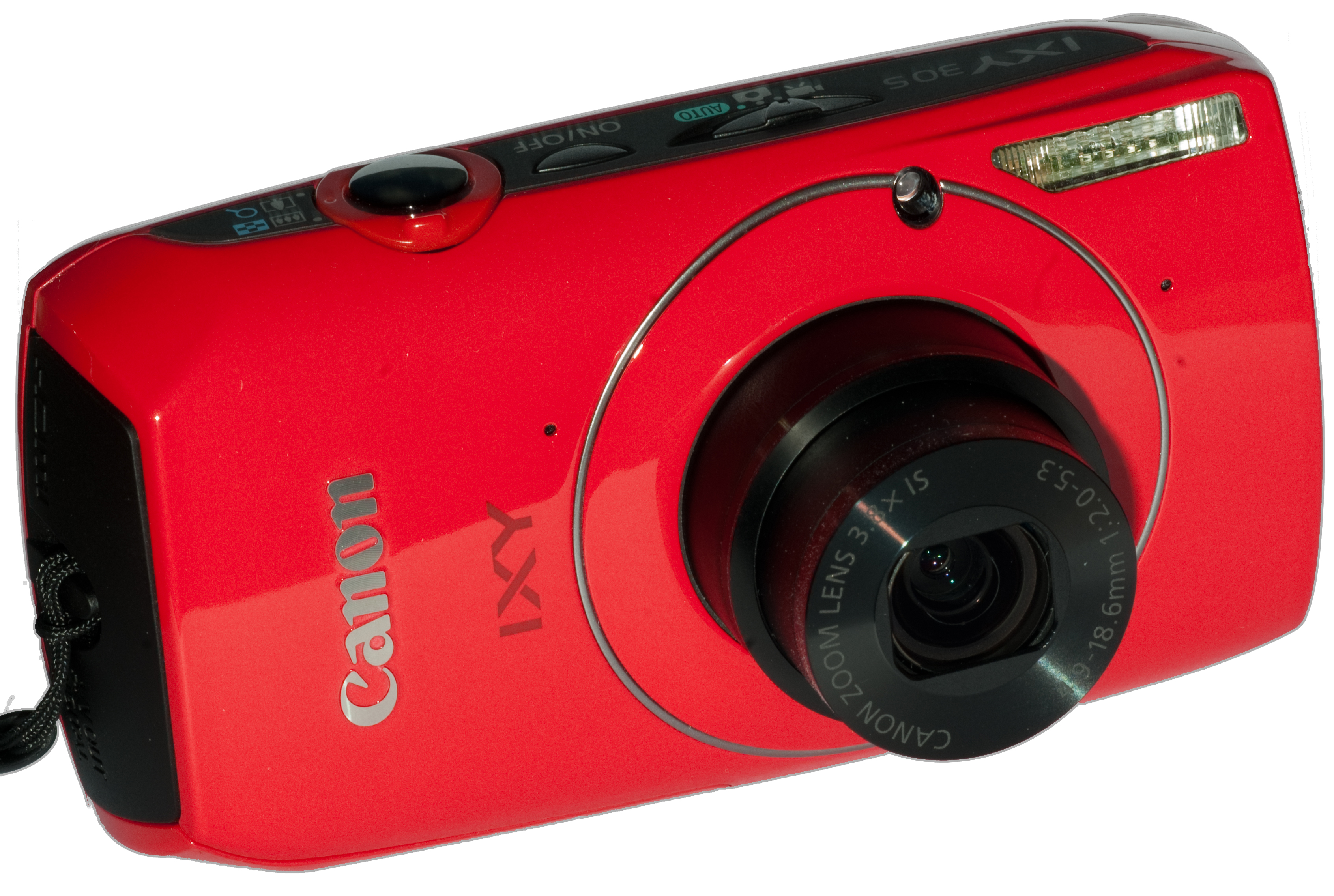
IXY30S

APSコンパクトカメラ「IXY」のコンセプトをそのままに受け継いだ、リチウム電池を採用した薄型コンパクトがコンセプトのデジタルカメラ。以前にもIXYのデザインを採用したキヤノン PowerShotシリーズが発売されたが、いずれもサイズが一回り大きく、ヒットにはつながらなかった。
日本では中田英寿をイメージキャラクターに採用。小型でスタイリッシュなボディデザインと相まって人気を博した。Lシリーズではミラ・ジョヴォヴィッチをイメージキャラクターに採用しており、またIXYデジタルシリーズ自体では中田英寿に代わり、2007年春モデルからオダギリジョーを採用、2011年冬モデルからオダギリに代わり吉高由里子を採用した。
近年では広角ズーム搭載モデルや手ぶれ補正機構搭載モデル、無線LAN搭載モデルなど、新たな機能を搭載したモデルも出てきている。
当初は記憶媒体にコンパクトフラッシュを使っていたが、IXYデジタル30からSDメモリーカードに移行し、IXYデジタル700以降はマルチメディアカードにも対応した。
海外での名称は、欧州・アジア地区ではIXUS（IXYの欧州・アジア地区での名称）のデジタル版ということでそのまま「DIGITAL IXUS」、北米ではPowerShotシリーズとして発売されているが、北米では使用する記憶媒体でさらに「Sシリーズ（コンパクトフラッシュ）」「SDシリーズ（SDメモリーカード）」と分けられ、さらに後ろにはELPH（IXYの北米での名称）のデジタル版ということで「DIGITAL ELPH」が付けられている。
- IXYデジタル（2000年5月26日発売） - 記憶媒体はコンパクトフラッシュ。
- IXYデジタル300（2001年4月7日発売） -
- IXYデジタル200（2001年5月26日発売）
- IXYデジタル200a（2002年4月25日発売）
- IXYデジタル300a（2002年4月25日発売）
- IXYデジタル320（2002年10月18日発売）
- IXYデジタル400（2003年3月20日発売）
- IXYデジタル30（2003年5月2日発売） - このシリーズでは初めて記憶媒体にSDメモリーカードを採用した。
- IXYデジタルL（2003年10月29日発売） - 記憶媒体はSDメモリーカード。
- IXYデジタル500（2004年3月発売） - 記憶媒体はコンパクトフラッシュ。
- IXYデジタル450（2004年3月12日発売） - 記憶媒体はコンパクトフラッシュ。

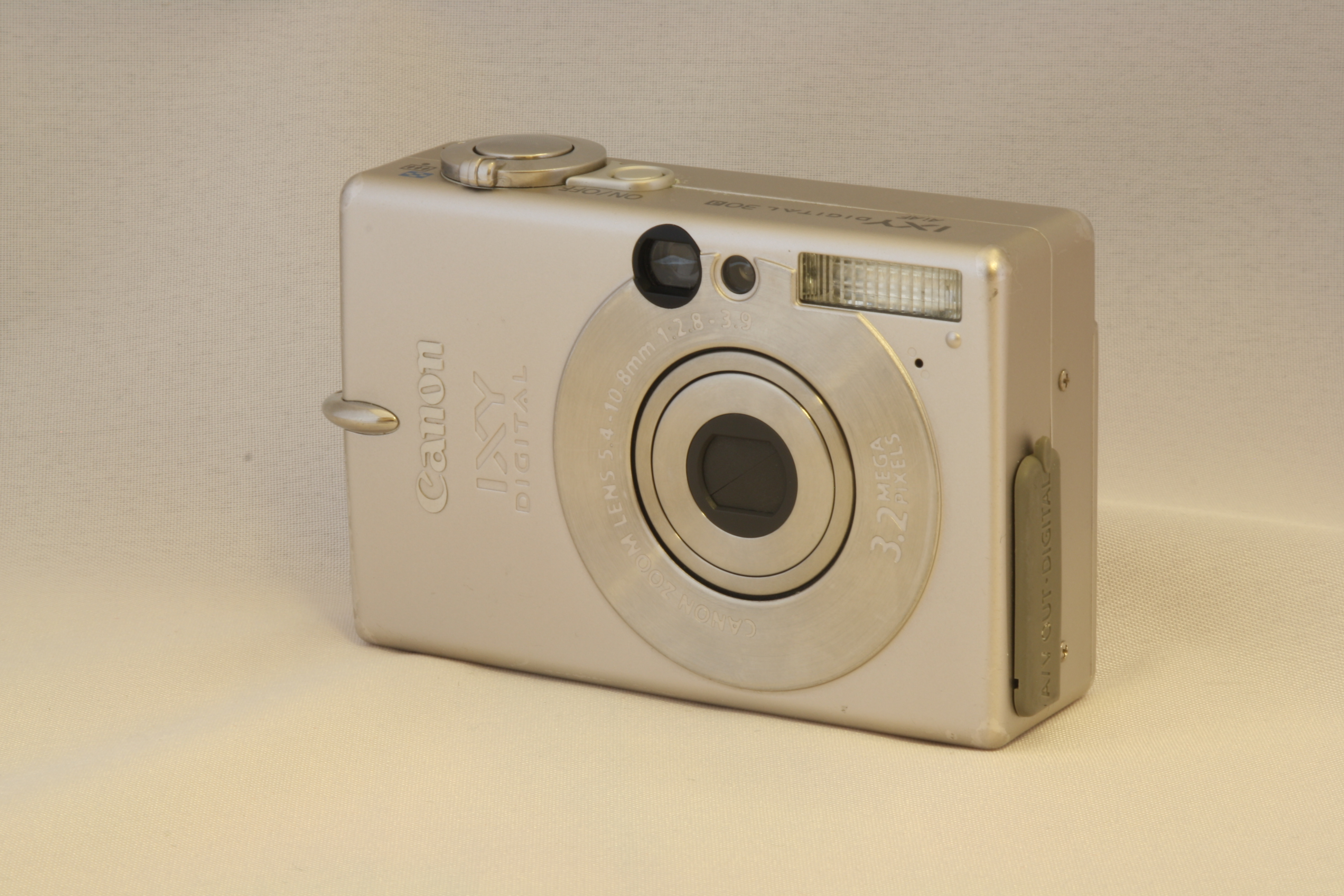
IXYデジタル30a

- IXYデジタル30a（2004年3月12日発売） - 記憶媒体はSDメモリーカード。
- IXYデジタル50（2004年10月8日発売） - 記憶媒体はSDメモリーカード。
- IXYデジタル40（2004年10月22日発売） - 記憶媒体はSDメモリーカード。
- IXYデジタルL2（2004年10月29日発売） - 記憶媒体はSDメモリーカード。
- IXYデジタル55（2005年3月25日発売） - 記憶媒体はSDメモリーカード。USB2.0に対応した。
- IXYデジタル600（2005年3月上旬発売） - 記憶媒体はSDメモリーカード。
- IXYデジタル700（2005年9月1日発売） - 記憶媒体はSDメモリーカード/マルチメディアカード。
- IXYデジタル60（2005年9月16日発売）
- IXYデジタルL3（2005年10月6日発売）
- IXYデジタルワイヤレス（2005年12月9日発売） - IXYデジタル60を無線LANのIEEE 802.11bに準拠させたモデル。
- IXYデジタル70（2006年3月16日発売）
- IXYデジタル80（2006年4月14日発売）
- IXYデジタル800IS（2006年4月14日発売） - シリーズ初の手ぶれ補正機構搭載モデル。記憶媒体はSDメモリーカード/マルチメディアカード。約600万画素。
- IXYデジタル1000（2006年10月5日発売） - 記憶媒体はSDメモリーカード/SDHCメモリーカード/マルチメディアカード。
- IXYデジタル900IS（2006年10月5日発売） - シリーズ初の広角ズーム（ライカ判換算で28mm - 105mm）搭載モデル。記憶媒体はSDメモリーカード/SDHCメモリーカード/マルチメディアカード。約710万画素。手ぶれ補正機構付き。
- IXYデジタルL4（2006年10月26日発売）
- IXYデジタル10（2007年3月15日発売）
- IXYデジタル90（2007年3月15日発売）
- IXYデジタル810IS（2007年6月8日発売） - 記憶媒体はSDメモリーカード/SDHCメモリーカード/マルチメディアカード
- IXYデジタル2000IS（2007年9月21日発売） - 記憶媒体はSDメモリーカード/SDHCメモリーカード/マルチメディアカード/MMCplus。カード/HC MMCplusカード。
- IXYデジタル910IS（2007年9月上旬発売）
- IXYデジタル20IS（2008年3月6日発売）
- IXYデジタル820IS（2008年4月3日発売）
- IXYデジタル25IS（2008年3月6日発売）
- IXYデジタル95IS（2008年4月3日発売）
- IXYデジタル3000IS（2008年9月20日発売）
- IXYデジタル920IS（2008年9月20日発売）
- IXYデジタル510IS（2009年2月26日発売） - 2.8型ワイド液晶モニター搭載機

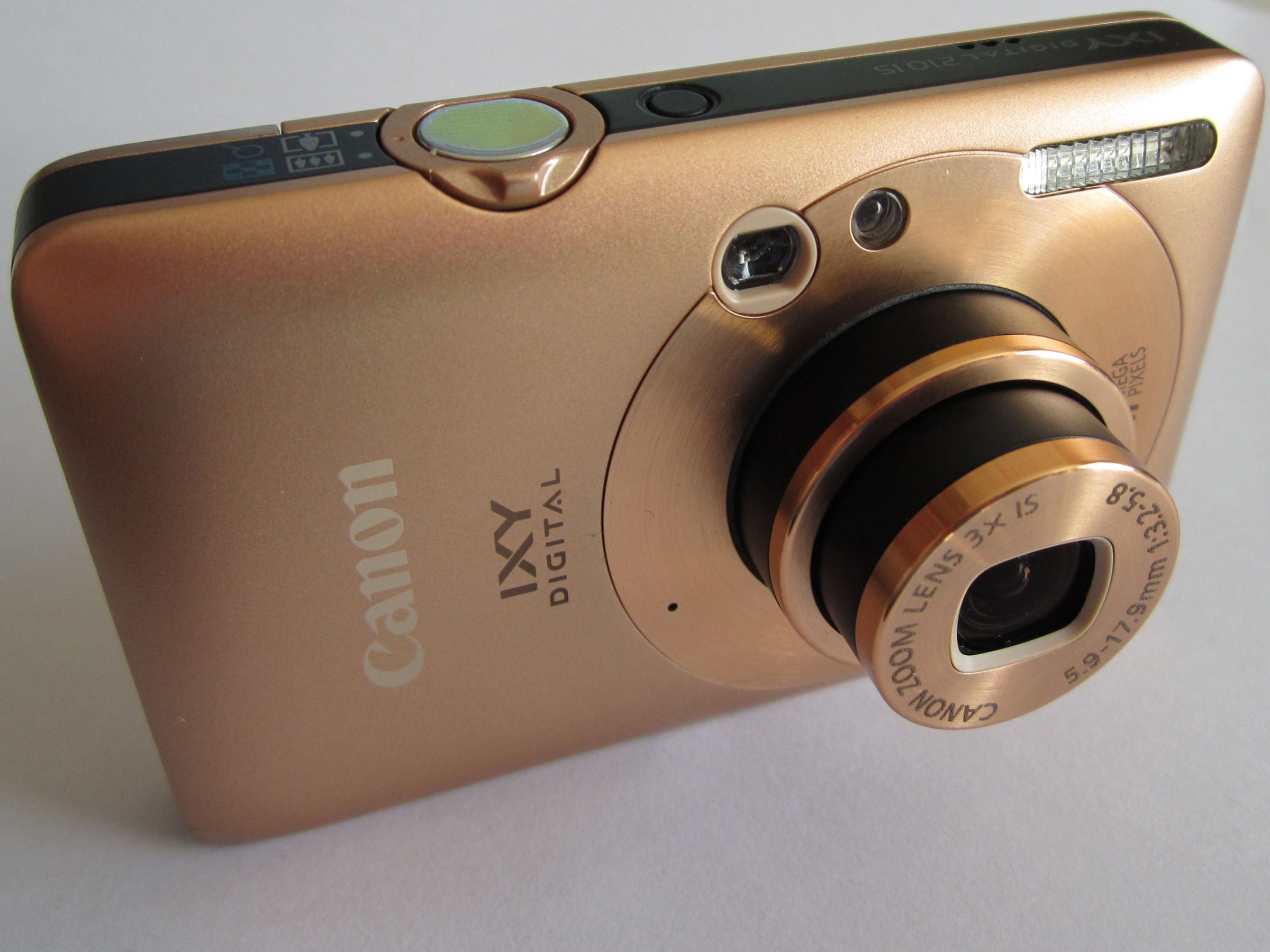
IXYデジタル210IS

- IXYデジタル210IS（2009年2月26日発売） - 18.4mmのスリムボディ機
- IXYデジタル110IS（2009年2月26日発売） - これよりエントリーモデルにも全て手ぶれ補正(IS)が搭載された
- IXYデジタル830IS（2009年3月12日発売） - 5倍ズームレンズ、3.0型液晶搭載機
- IXYデジタル220IS（2009年8月27日発売） - 210ISより広角化された
- IXYデジタル930IS（2009年9月3日発売） - 記憶媒体はSDメモリーカード/SDHCメモリーカード/マルチメディアカード/MMCplusカード/HC MMCplusカード。
- IXY10S （2010年2月19日発売） - このモデルより「IXY DIGITAL」から「IXY」に名称が変更された
- IXY400F（2010年2月19日発売） - 当時シリーズ最薄（キヤノン発表）17.8mmのスリムボディ機
- IXY200F（2010年2月19日発売） - 広角端28mmレンズ、2.7型液晶を搭載したエントリーモデル
- IXY30S（2010年5月27日発売） - キヤノン初となる裏面照射型CMOSセンサーを搭載、また有効画素数がIXY10Sと比較して1000万画素に引き下げられている。
- IXY50S（2010年9月9日発売） - 10倍ズーム搭載機

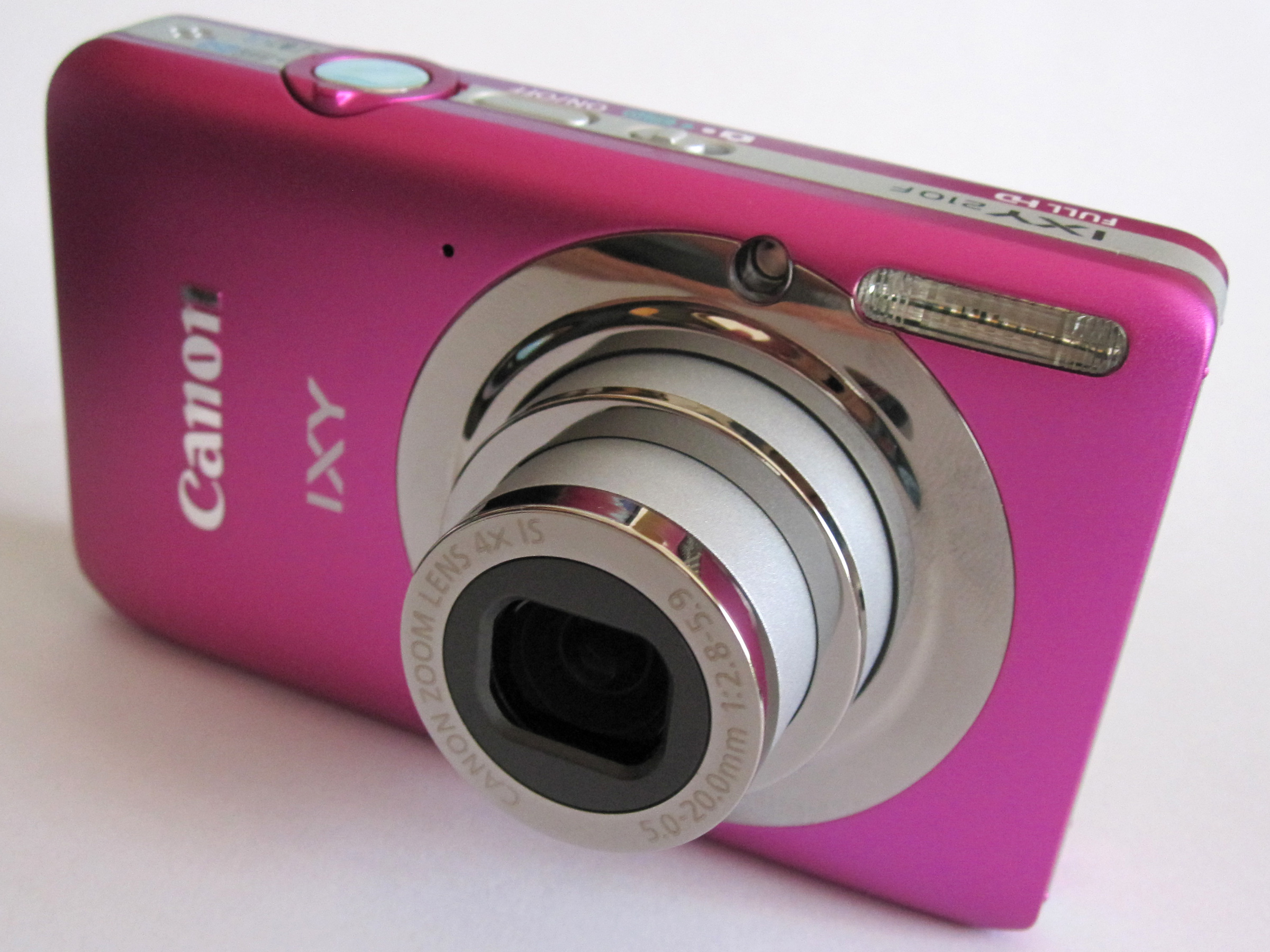
IXY 210F

- IXY210F（2011年2月17日発売） - エントリーモデルながらも裏面照射型CMOSセンサー搭載
- IXY410F（2011年2月17日発売） - 世界最薄（キヤノン発表[2]）光学5倍ズームレンズ搭載機
- IXY31S（2011年3月3日発売） - 広角端24mmレンズを搭載
- IXY32S（2011年8月4日発売） - タッチシャッター搭載機
- IXY51S（2011年9月23日発売） - 12倍ズーム搭載機
- IXY600F（2011年9月23日発売） - 8倍ズーム搭載機
- IXY 220F（2012年2月23日発売）[3] - エントリーモデル[4]IXYシリーズ初のDIGIC 5搭載
- IXY 3（2012年2月23日発売） - DIGIC 5搭載、世界最薄（キヤノン発表による）12倍ズーム搭載機、microSDメモリーカード対応
- IXY 420F（2012年3月2日発売） - DIGIC 5搭載、Wi-Fi・タッチパネル搭載機

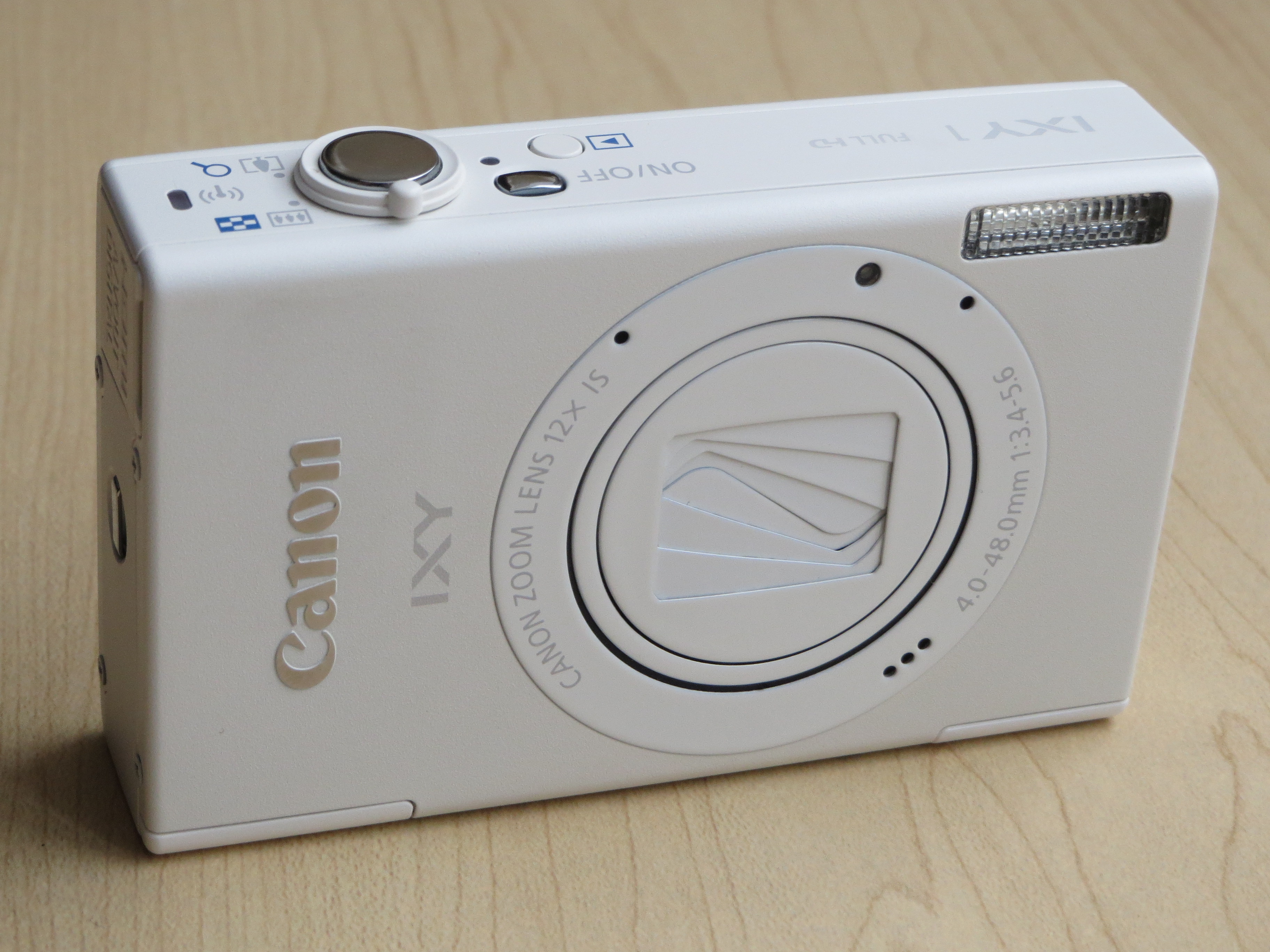
Canon IXY 1

- IXY 1（2012年3月9日発売） - DIGIC 5搭載、Wi-Fi・タッチパネル・12倍ズーム搭載機、microSDメモリーカード対応

- IXY 430F（2012年8月2日発売） - DIGIC 5搭載、Wi-Fi・タッチパネル搭載機
- IXY 610F（2013年2月21日発売） - DIGIC 5搭載
- IXY 110F（2013年2月21日発売） - CCDセンサー搭載復活
- IXY 90F（2013年3月7日発売） - CCDセンサー搭載復活
- IXY 620F（2013年8月29日発売） - DIGIC 5搭載
- IXY 100F（2013年8月29日発売） - CCDセンサー搭載
- IXY 630（2014年2月20日発売） - DIGIC 4+搭載、Wi-Fi・NFC搭載機
- IXY 120（2014年2月20日発売） - CCDセンサー搭載
- IXY 140（2014年2月20日発売） - CCDセンサー搭載
- IXY 130（2014年7月29日発売） - DIGIC 4+搭載
- IXY 150（2015年2月19日発売） - CCDセンサー搭載
- IXY 640（2015年4月9日発売） - DIGIC 4+搭載、Wi-Fi・NFC搭載機
- IXY 170（2015年4月9日発売） - CCDセンサー搭載
- IXY 160（2015年8月18日発売） - DIGIC 4+搭載
- IXY 190（2016年2月25日発売） - CCDセンサー、Wi-Fi・NFC搭載機
- IXY 180 (2016年2月25日発売) - CCDセンサー搭載、一部製品にオートフォーカスが正常に動作しない初期不良があり、保証期間（通常は購入後1年間）に関係なく無償で修理すると発表された[5]。オート時ISO100-800
- IXY 200 (2017年02月23日発売) - CCDセンサー搭載、DIGIC 4+搭載、オート時ISO100-1600
- IXY 210 (2017年02月23日発売) - CCDセンサー搭載、DIGIC 4+搭載、Wi-Fi・NFC搭載機
- IXY 650（2016年5月26日発売） - 裏面照射型CMOSセンサー搭載、DIGIC 4+搭載、Wi-Fi・NFC搭載機